# Ivanoe Bonomi

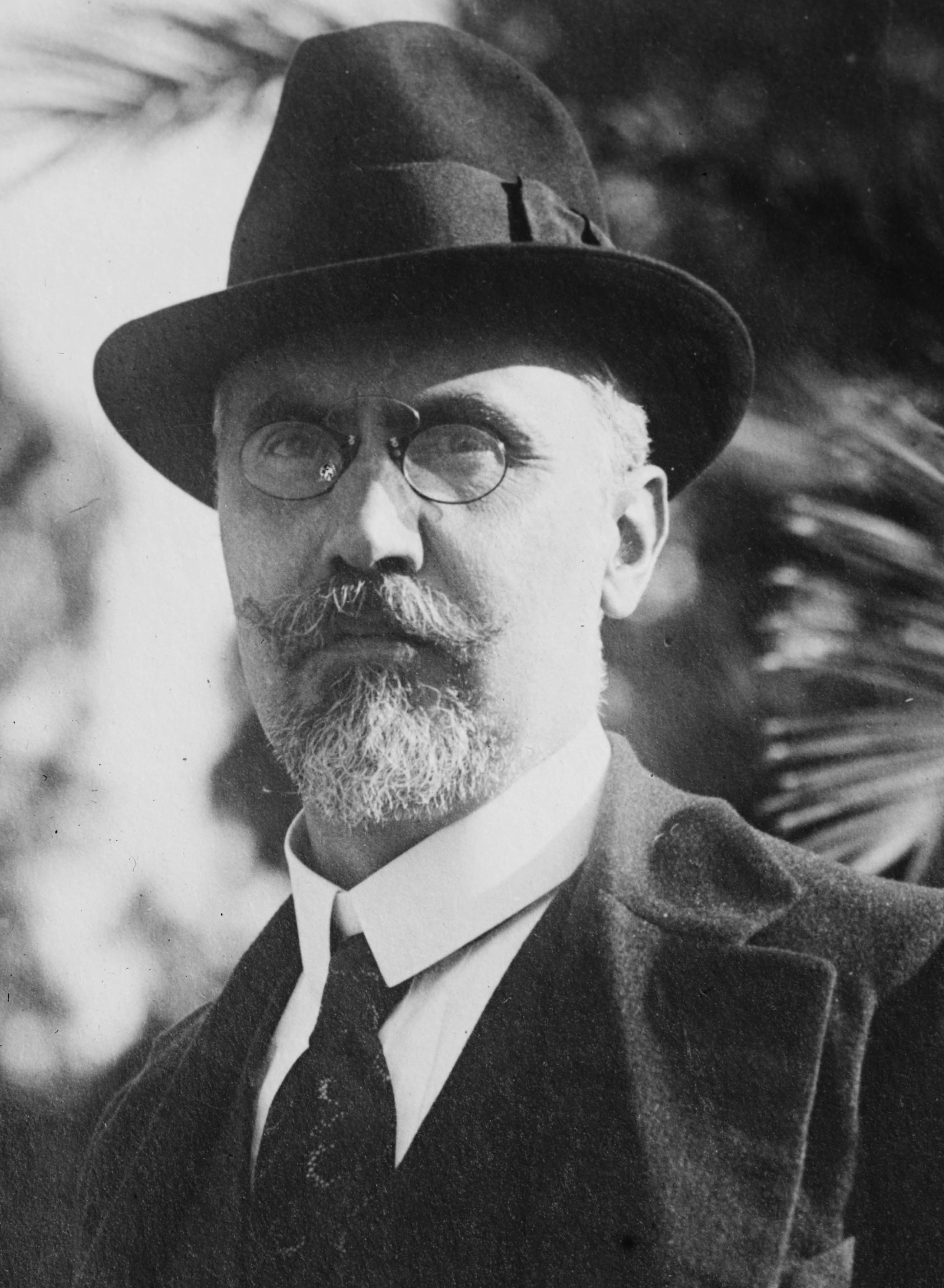
Ivanoe Bonomi

Ivanoe Bonomi (Mantua, 18 oktober 1873 - Rome, 20 april 1951) was een socialistisch politicus en staatsman in het Koninkrijk Italië.

## Levensloop
Bonomi werd geboren in Mantua. In 1909 werd hij voor de Italiaanse Socialistische Partij verkozen in de Kamer van Afgevaardigden. In 1912 moest hij zijn partij verlaten. Dit kwam omdat hij het reformisme en de gematigdheid verdedigde en ook omdat hij de Italiaanse invasie van Libië steunde. Vervolgens trad Bonomi toe tot de Italiaanse Reformistische Socialistische Partij. Tijdens de Eerste Wereldoorlog steunde hij de Italiaanse deelname aan de zijde van de geallieerden.
Van 1916 tot 1917 was Bonomi minister van Openbare Werken en van 1920 tot 1921 minister van Oorlog. Als minister van Oorlog onderhandelde hij samen met Joegoslavië om het verdrag van Rapallo te bekomen. In 1921 werd hij minister van Financiën, waarna hij op 4 juli 1921 premier van Italië werd. Hiermee was hij de eerste socialistische premier van het land. In februari 1922 kwam zijn regering ten val wegens een fascistische opstand geleid door Benito Mussolini, waarna hij op 26 februari 1922 als premier werd opgevolgd door Luigi Facta. In oktober 1922 kwam Mussolini aan de macht na de Mars op Rome, waarna Bonomi de politiek verliet.
In 1940 werd hij lid van de antifascistische beweging. In 1943, nadat Mussolini werd afgezet, werd Bonomi de leider van de beweging. Nadat Rome tijdens de Tweede Wereldoorlog door de geallieerden werd ingenomen, werd hij op 18 juni 1944 benoemd tot premier van Italië. Tijdens zijn premierschap was er in het noorden van Italië de Italiaanse Sociale Republiek, een fascistische marionettenstaat onder leiding van Benito Mussolini gesteund door Nazi-Duitsland. Bonomi hielp als premier om van Italië weer een democratie te maken en hij deed talrijke hervormingen in de sociale zekerheid.
In november 1944 dreigde Bonomi afgezet te worden als premier wegens zijn oorlogsstrategie, maar onder goedkeuring van Winston Churchill en de Britse regering kon hij aanblijven. Hij bleef premier tot en met 19 juni 1945, nadat de Tweede Wereldoorlog in Europa eindigde, maar bleef actief in de Italiaanse Regering totdat de Grondwetgevende Assemblee in 1946 aan haar werk begon. In 1948 werd hij benoemd tot voorzitter van de Italiaanse Senaat, wat hij bleef tot aan zijn dood.
In 1943 was hij oprichtend lid van de Democratische Arbeiderspartij, waarna hij in 1947 overstapte naar de Sociaaldemocratische Partij van Italië. Van deze laatste partij was hij tot aan zijn dood erevoorzitter.
- Bibsys: 90172013
- Bibliothèque nationale de France: cb12177576c (data)
- CiNii: DA03719517
- Gemeinsame Normdatei: 124395767
- International Standard Name Identifier: 0000 0001 1023 4175
- Library of Congress Control Number: n81052604
- Nationale Bibliotheek van Tsjechië: xx0236783
- Nationale Bibliotheek van Israël: 987007275535705171
- Nationale Bibliotheek van Polen: a0000001842348
- Nederlandse Thesaurus van Auteursnamen: 070862303
- Istituto Centrale per il Catalogo Unico: CFIV051578
- Système universitaire de documentation: 030340039
- Virtual International Authority File: 29576776
- WorldCat: E39PBJy8m9QHyxJMrw4qP6jV4q